# Vittorio Messori
Vittorio Messori (Sassuolo a Itàlia, 1941) és un escriptor i apologista cristià italià. Es va convertir al cristianisme a la universitat, ha entrevistat els papes Joan Pau II i Benet XVI i és l'escriptor de qüestions catòliques més traduït.

## Biografia
Batejat al néixer, Messori va ser educat en una família anticlerical i va rebutjar l'Església fins que durant els anys universitaris es va convertir al cristianisme, de la mateixa manera que el seu amic André Frossard.
Graduat a una escola d'Azeglio de Torí, es va doctorar en ciència política amb una tesi sobre la unificació italiana del segle xix. Editor a la joventut, va passar a ser líder de l'oficina de premsa d'una gran casa editorial i cronista de la Stampa Sera, i després redactor de La Stampa i de Tuttolibri.
Profund investigador del cristianisme, especialment el catolicisme, entre les seves obres més influents hi ha Hipòtesi sobre Jesús (1977), Opus Dei (1996), i L'informe Ratzinger (1987). Va ser el primer periodista a fer una entrevista llarga al papa Joan Pau II, que es publicà amb el títol Creuant el llindar de l'esperança (1994).

## Llibres publicats
- Messori, Vittorio; Andrea Tornielli. Por qué creo.  Editorial LibrosLibres, 2009. ISBN 978-84-92654-14-7.

- Messori, Vittorio. Hipótesis sobre María.  Editorial LibrosLibres, 2007. ISBN 978-84-96088-62-7.

- Messori, Vittorio; Brambilla, Michele. Algunas razones para creer.  Editorial Planeta, 2000. ISBN 978-84-08-03536-7.

- Messori, Vittorio. Apostar por la muerte: la propuesta cristiana, ilusión o esperanza?.  Biblioteca de Autores Cristianos, 1995. ISBN 978-84-7914-175-2.

- Mondadori, Leonardo; Messori, Vittorio. La conversión: una historia personal.  Grijalbo, 2004. ISBN 978-84-253-3874-8.

- Joan Pau II; Messori, Vittorio. Cruzando el umbral de la esperanza.  Nuevas Ediciones de Bolsillo, 2004. ISBN 978-84-9793-390-2.

- Messori, Vittorio. Los desafíos del católico.  Editorial Planeta, 1997. ISBN 978-84-08-02181-0.

- Messori, Vittorio. Dicen que ha resucitado: una investigación sobre el sepulcro vacío.  Ediciones Rialp, 2003. ISBN 978-84-321-3342-8.[Enllaç no actiu]

- Messori, Vittorio. El Gran Milagro.  Editorial Planeta, 1999. ISBN 978-84-08-03211-3.

- Messori, Vittorio. Ipotesi su Gesù.  Società Editrice Internazionale, 1976. ISBN 88-05-04991-3.

- Benet XVI; Messori, Vittorio. Informe sobre la fe.  Biblioteca de Autores Cristianos, 2005. ISBN 978-84-7914-783-9.

- Messori, Vittorio. Leyendas negras de la Iglesia.  Editorial Planeta, 2000. ISBN 978-84-08-01778-3.

- Messori, Vittorio. Opus Dei: una investigación.  Ediciones Internacionales Universitarias, 1997. ISBN 978-84-89893-00-9.

- Messori, Vittorio. ¿Padeció bajo Poncio Pilato?.  Ediciones Rialp, 1998. ISBN 978-84-321-3044-1.

- Messori, Vittorio. Ser cristiano en un mundo hostil: hipótesis sobre la santidad, Francisco Faà de Bruno.  Edibesa, 1997. ISBN 978-84-89761-31-5.